# Conoy
Die Conoy, auch Piscataway genannt, waren ein algonkinsprechender Indianerstamm, der mit den Lenni Lenape und den Nanticoke verwandt ist. Sie lebten zwischen Potomac River und der westlichen Küste der Chesapeake Bay, dem heutigen Maryland, USA. Aus alten Aufzeichnungen kann man entnehmen, dass sie ihren Lebensunterhalt hauptsächlich durch die Jagd mit Pfeil und Bogen auf das reichlich vorkommende Wild und Geflügel ihres Wohngebietes bestritten. Ihre Behausungen waren oval geformt. 
Im 17. Jahrhundert von den Susquehanna bedrängt, flüchteten die schnell an Zahl abnehmenden Conoy den Potomac hinauf und gelangten ins Innere Pennsylvanias. Nach und nach zogen sie den Susquehanna River hinauf. Im Jahre 1765 hatten 150 Angehörige des Stammes unter der Herrschaft der Irokesen das südliche New York erreicht. Mit den Mahican und Lenni Lenape, von denen sie aufgenommen wurden, zogen sie nach Westen.